# CCMP
CCMP (ang. Counter Mode with Cipher Block Chaining Message Authentication Code Protocol) – tryb licznika z  CBC-MAC – protokół szyfrujący oparty na AES, zastąpił WEP i TKIP, gdy 24 czerwca 2004 roku pojawiła się ostateczna wersja standardu bezpieczeństwa 802.11i, wymagany przez certyfikację WPA w wersji 2.